# Z zamkniętymi oczami

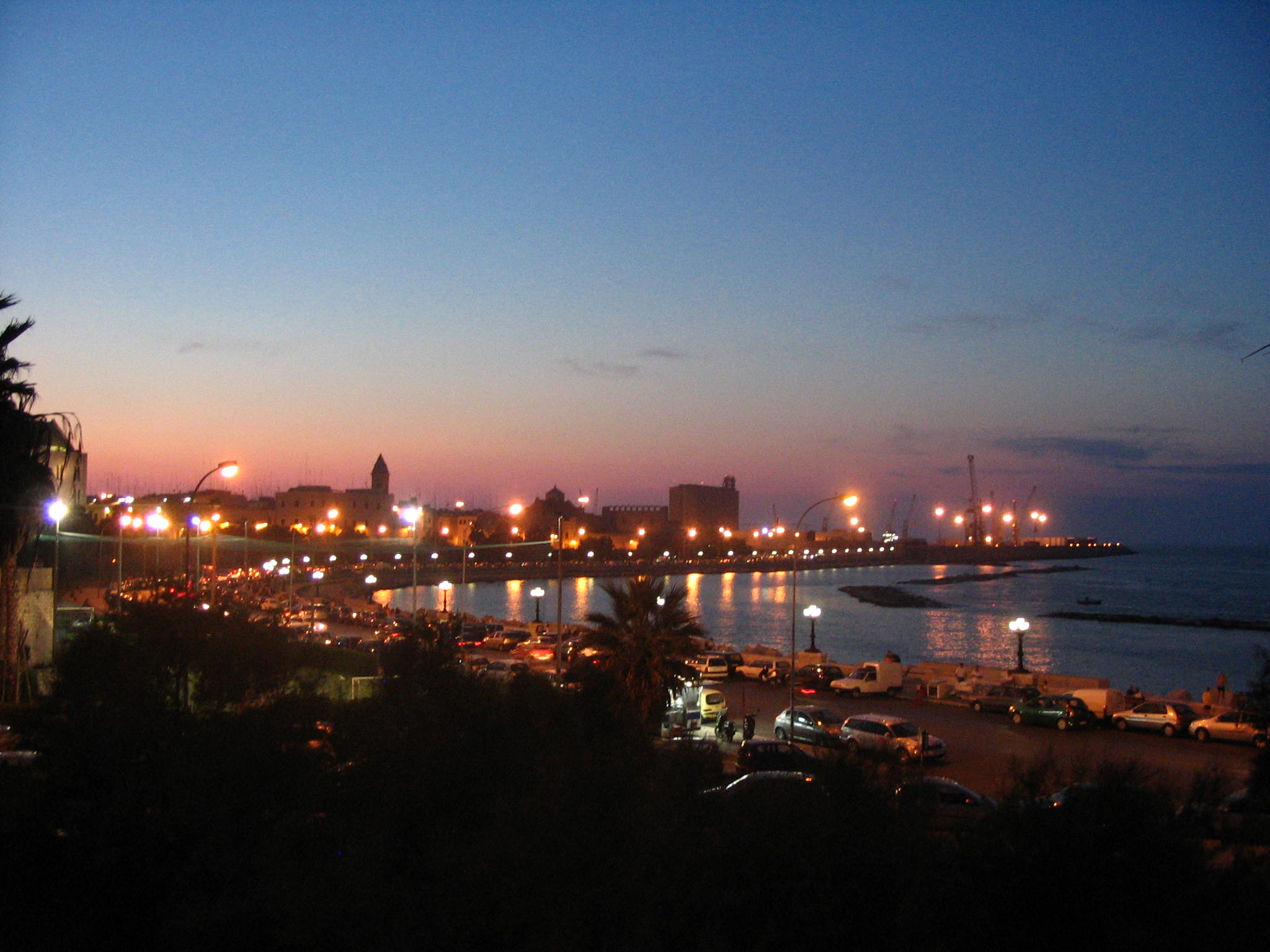
Bari – miejsce akcji powieści

Z zamkniętymi oczami (wł. Ad Occhi Chiusi) – powieść (kryminał sądowy) włoskiego pisarza Gianrico Carofiglio – druga część cyklu z mecenasem Guido Guerrierim. Książka została wydana w 2003, a w Polsce ukazała się w 2009.

## Treść
Akcja powieści rozgrywa się w rodzinnym mieście autora – Bari. Dotyczy procesu wytoczonego przez mieszkankę schroniska dla kobiet doświadczonych przemocą – Martinę Fumai, wspomaganą przez tajemniczą siostrę Claudię. Pozwanym jest przedstawiciel miejscowej elity – Gianluca Sciantico, co bardzo utrudnia prowadzenie czynności procesowych w skorumpowanym środowisku lokalnych prawników. W powieści poruszona jest tematyka przemocy wobec kobiet i bezkarności władzy, tworzącej środowisko wzajemnie wspomagające się w przypadkach tuszowania przestępstw i wykroczeń.

## Inne powieści z Guido Guerrierim
- Świadek mimo woli (Testimone inconsapevole, 2002; wyd. polskie 2008)
- Ponad wszelką wątpliwość (Ragionevoli dubbi, 2006; wyd. polskie 2010)